# Velešín
Velešín är en stad i Tjeckien.   Den ligger i distriktet Okres Český Krumlov och regionen Södra Böhmen, i den södra delen av landet, 140 km söder om huvudstaden Prag. Velešín ligger 554 meter över havet och antalet invånare är 4 023. Den ligger vid sjön Údolní nádrž Římov.
Terrängen runt Velešín är platt åt nordost, men åt sydväst är den kuperad.Runt Velešín är det ganska tätbefolkat, med 52 invånare per kvadratkilometer. Närmaste större samhälle är České Budějovice, 16,1 km norr om Velešín. Omgivningarna runt Velešín är en mosaik av jordbruksmark och naturlig växtlighet.